# Physoconops
Physoconops är ett släkte av tvåvingar. Physoconops ingår i familjen stekelflugor.

## Dottertaxa tillPhysoconops, i alfabetisk ordning[1]
- Physoconops abbreviatus
- Physoconops abruptus
- Physoconops analis
- Physoconops angustus
- Physoconops antennatus
- Physoconops anthreas
- Physoconops apicalis
- Physoconops argentinus
- Physoconops atrofemorus
- Physoconops aureolus
- Physoconops aureoscutellatus
- Physoconops bahamensis
- Physoconops borneensis
- Physoconops brachyrhynchus
- Physoconops bulbirostris
- Physoconops claripennis
- Physoconops connectens
- Physoconops costaricensis
- Physoconops costatus
- Physoconops cubanus
- Physoconops discalis
- Physoconops excisus
- Physoconops floridanus
- Physoconops fronto
- Physoconops gilmorei
- Physoconops gracilior
- Physoconops gracilis
- Physoconops grandis
- Physoconops guianicus
- Physoconops hermanni
- Physoconops infuscatus
- Physoconops inornatus
- Physoconops jutogensis
- Physoconops longistylus
- Physoconops magnus
- Physoconops microvalvus
- Physoconops neotropica
- Physoconops nigrimanus
- Physoconops nigroclavatus
- Physoconops nigromarginatus
- Physoconops nitens
- Physoconops notatifrons
- Physoconops obscuripennis
- Physoconops ornatifrons
- Physoconops pallifrons
- Physoconops pallipes
- Physoconops parsonsi
- Physoconops parvus
- Physoconops peruvianus
- Physoconops pictifrons
- Physoconops pictus
- Physoconops ramondi
- Physoconops rufipennis
- Physoconops rufus
- Physoconops sepulchralis
- Physoconops sequax
- Physoconops shannoni
- Physoconops sylvosus
- Physoconops tetraspilotus
- Physoconops thompsoni
- Physoconops townsendi
- Physoconops travassosi
- Physoconops tuberculatus
- Physoconops varipes
- Physoconops weemsi
- Physoconops zumbadoi